# Румънска пропаганда сред куцовласите
Румънска пропаганда сред куцовласите (на гръцки: Η ρουμανική προπαγάνδα) е термин, с който се обозначават усилията на румънската държава за култивиране на румънско съзнание сред куцовласите (арумъни и мъгленорумъни) на Балканите – предимно в Македония и Епир. Румънската пропаганда е най-активна от края на XIX век до Балканската война, когато земите, населени с арумъни са разделени между Гърция, Сърбия и Албания. В Букурещ се изработва теорията, че румънската държава е наследница и закрилник на населението, което е латинизирано. Турското правителство, с цел да изостри отношенията между Румъния и другите християнски балкански страни, се отнася със симпатии към румънските искания, като признава правото на Букурещ да закриля куцовлашкото население в културен и религиозен аспект.
Румънската пропаганда има бързи успехи. През април 1890 година пише в доклад до Драгумис: „Влахофоните с гръцко съзнание и с румънско съзнание като цяло могат да се считат за образовани на гръцки, но това е от спазване на стари традиции. Нито сред румънеещите се, нито сред гърчеещите се има в национален план стабилност на характера и чувствата.“.
През юли 1900 година дейци на ВМОК и ВМОРО убиват румънския журналист Стефан Михайляну и един българин – турски шпионин в Букурещ. Това предизвиква дипломатически скандал, който за кратко изправя България и Румъния на ръба на войната. На шумен процес в Букурещ през ноември 1900 година всички заловени получават солидни присъди. Българското правителство е принудено да арестува някои дейци на ВМОК като Борис Сарафов, Владислав Ковачев и други. По-късно на делото Сарафов и другарите му са оправдани. Румънските власти се възползват от антибългарската истерия в страната, за да ограничат още повече дейността на българските културни институции и да настроят румънците против българската революционна организация в Македония. Въпреки това, румънската общественост в голяма степен подкрепя революционно движение, което работи съвместно с влашкия елемент по време на Илинденското въстание и в периода 1904 – 1908 година, когато взаимно се защитават от сръбската и гръцката въоръжена пропаганда в Македония. Задълбочаването на влашко-гръцкия конфликт в Македония води до скъсване на дипломатическите отношения между Румъния и Гърция. След организираното от гръцките андарти клане в Авдела през 1905 година започват масови антигръцки демонстрации в Румъния, което довежда до прогонването на гърците от страната.
На 22 май 1905 година султан Абдул Хамид със специално ираде признава съществуването на влашки миллет в Османската империя, който може да има свои църкви и училища.
В периода след Балканските и Първата световна война (1912 – 1918) голяма част от влашкото население емигрира в Румъния. Румънска пропаганда се появява в Епир и Македония отново по време на Втората световна война, когато областите, населени от арумъни са окупирани от Италия и в тях е създадена сепаратистката организация Римски легион.

## Галерия
- Български и влашки комити от четата на Кола Нича.
- Документ на Янаки Манаки от Румънската гимназия в Солун, 1922 г.
- Влашки четници (арматоли) от Берско, вероятно от четата на Кола Нича
- Четите на Александър Кошка и Щерьо Апостолина
- Влашката чета на Михаил Хандури